# Hemiatrofia facial progresiva
La hemiatrofia facial progresiva, también llamada síndrome de Parry-Romberg, es una enfermedad poco frecuente, de causa no conocida y evolución lentamente progresiva, que se inicia en la infancia o juventud y provoca atrofia de una mitad de la cara. Los síntomas son de importancia funcional y estética. Puede provocar distintas complicaciones como epilepsia. No existe tratamiento curativo, pero la cirugía estética mejora las consecuencias de la enfermedad y la asimetría de la cara.

## Historia y etiología
La primera descripción fue realizada en 1825 por Caleb Hillier Parry. En 1846 fue descrita de nuevo por el neurólogo alemán Moritz Heinrich Romberg (1795-1873) y Eduard Heinrich Henoch. En 1871 Albert Eulenburg, también alemán, fue el primero en utilizar el nombre descriptivo de hemiatrofia facial progresiva.
La causa no es conocida, se han propuesto diversas teorías, entre ellas el posible origen hereditario y genético del mal.
Otros autores creen que la causa podría ser un fenómeno de autoinmunidad por anticuerpos dirigidos contra las células del propio organismo y constituir en realidad una variante localizada de la esclerodermia.

## Clínica
Se produce hiperpigmentación de una mitad de la cara, generalmente siguiendo el trayecto del nervio trigémino. Posteriormente aparece atrofia de las estructuras faciales, incluyendo la dermis, el tejido graso subcutáneo, el músculo e incluso el hueso situado en profundidad. La afectación es en el 95% de los casos unilateral lo cual provoca desviación de la boca y la nariz hacia el lado atrofiado. El 60 % de los afectados tienen alteración en el hueso situado en la región afectada, sobre todo en los casos de inicio precoz de los síntomas.
Hasta en el 40% de los pacientes pueden aparecer complicaciones oculares por afectación de la musculatura ocular y pigmentación de la retina. También se producen complicaciones neurológicas por afectación de los nervios periféricos de la cara, incluyendo parálisis periférica, afectación de la sensibilidad por compromiso de alguna de las ramas del nervio trigémino y epilepsia. Es habitual la existencia de alteraciones psicológicas provocadas por la deformidad estética de la cara.
La enfermedad tiene un curso progresivo, pero tiende a detener su evolución alrededor de 2 años después del inicio de los síntomas, entrando en una fase de estabilización sin que desaparezca la atrofia ya existente.

## Diagnóstico y tratamiento

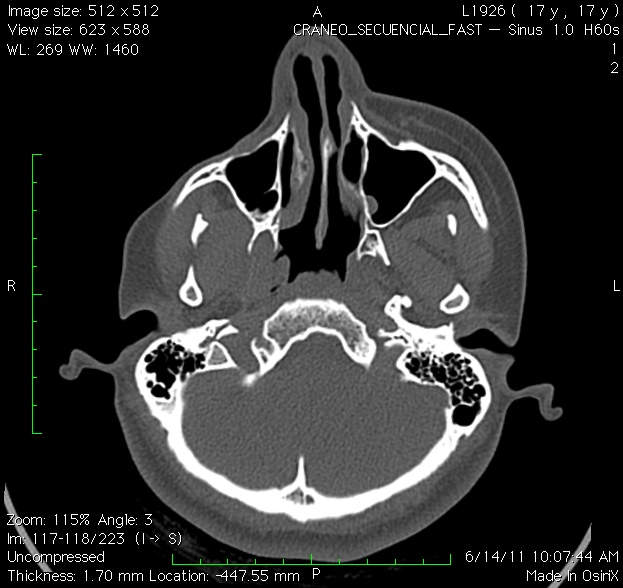
Imagen obtenida por tomografía axial computarizada de la cabeza de una mujer de 17 años afectada por hemiatrofia facial progresiva. Puede observarse pérdida importante de tejido subcutáneo y muscular unilateral sin afectación del hueso.

El diagnóstico se realiza basándose en los síntomas y la exploración. Se realizan pruebas complementarias como la resonancia magnética nuclear para comprobar el grado de afectación. Debe diferenciarse el mal de otras enfermedades que pueden dar síntomas parecidos, entre ellas la esclerodermia en golpe de sable, la hipoplasia facial congénita, la atrofia postradiación y la celulitis bacteriana.
El tratamiento recomendado es quirúrgico. Se suele realizar cirugía estética, colocando un autotrasplante de tejido graso o muscular, también implantes con materiales inertes como silicona para mejorar el aspecto estético.